# Imed Jemâa
Imed Jemâa, né en 1966 à Tunis, est un danseur et chorégraphe tunisien. Il est considéré comme l'un des pionniers de la danse contemporaine en Tunisie.

## Biographie
Amateur d'arts martiaux, danseur classique puis contemporain, il fonde sa compagnie, le Théâtre de la danse, en 1989. Il est sélectionné aux Rencontres de Bagnolet en 1992 avec Nuit blanche et reçoit, en 1994, la médaille d'argent de la meilleure chorégraphie pour les Jeux de la Francophonie organisés à Paris.
Danseur du Ballet national tunisien en 1990-1991, il est l'interprète d'Histoires d'elles sur une chorégraphie d'Odile Cougoule. Il travaille au sein du Ballet national tunisien jusqu'en 1996. Il est également pédagogue et lance, en 1998, le projet d'un centre chorégraphique méditerranéen à Tunis, avec Çabra, spectacle consacré à l'Algérie.

## Principales chorégraphies
- Nuit blanche, 1992
- État ou espèce, 1994
- Mémoire, 1994
- Çabra, 1998
- Awled et Batha, 1999
- Dar Ellil, 2001
- Pièce montée, 2003
- Rêves d'Alger, 2004
- Rojla, 2006
- Manège, 2008
- Tounsi, 2008
- Étincelle, 2009